# Пиеве а Ниеволе
Пиѐве а Ниѐволе (на италиански: Pieve a Nievole) е град и община в Централна Италия, провинция Пистоя, регион Тоскана. Разположен е на 28 m надморска височина. Населението на общината е 9177 души (към 2018 г.).